# Веллі-Фоллс (Канзас)
Веллі-Фоллс (англ. Valley Falls) — місто (англ. city) в США, в окрузі Джефферсон штату Канзас. Населення — 1092 особи (2020).

## Географія
Веллі-Фоллс розташоване за координатами 39°20′22″ пн. ш. 95°27′40″ зх. д. / 39.33944° пн. ш. 95.46111° зх. д. (39.339329, -95.461198).  За даними Бюро перепису населення США в 2010 році місто мало площу 2,01 км², з яких 1,99 км² — суходіл та 0,03 км² — водойми. В 2017 році площа становила 1,84 км², з яких 1,82 км² — суходіл та 0,01 км² — водойми.

## Демографія
Згідно з переписом 2010 року, у місті мешкали 1192 особи в 444 домогосподарствах у складі 290 родин. Густота населення становила 592 особи/км².  Було 518 помешкань (257/км²).
Расовий склад населення:
| - 96,2 % — білих - 2,1 % — чорних або афроамериканців - 1,0 % — корінних американців - 0,1 % — азіатів |

До двох чи більше рас належало 0,5 %. Частка іспаномовних становила 1,8 % від усіх жителів.
За віковим діапазоном населення розподілялося таким чином: 26,1 % — особи молодші 18 років, 55,4 % — особи у віці 18—64 років, 18,5 % — особи у віці 65 років та старші. Медіана віку мешканця становила 40,8 року. На 100 осіб жіночої статі у місті припадало 86,8 чоловіків;  на 100 жінок у віці від 18 років та старших — 90,7 чоловіків також старших 18 років.
Середній дохід на одне домашнє господарство  становив 49 890 доларів США (медіана — 37 847), а середній дохід на одну сім'ю — 60 067 доларів (медіана — 51 250). За межею бідності перебувало 13,4 % осіб, у тому числі 18,9 % дітей у віці до 18 років та 3,9 % осіб у віці 65 років та старших.
Цивільне працевлаштоване населення становило 481 осіб. Основні галузі зайнятості: освіта, охорона здоров'я та соціальна допомога — 31,6 %, будівництво — 17,5 %, мистецтво, розваги та відпочинок — 7,7 %, виробництво — 6,9 %.